# Andrea Memmo
Andrea Memmo (Venezia, 29 marzo 1729 – Venezia, 27 gennaio 1793) è stato un letterato, politico e diplomatico italiano, cittadino della Repubblica di Venezia.

## Biografia

### Formazione, pensiero e relazioni

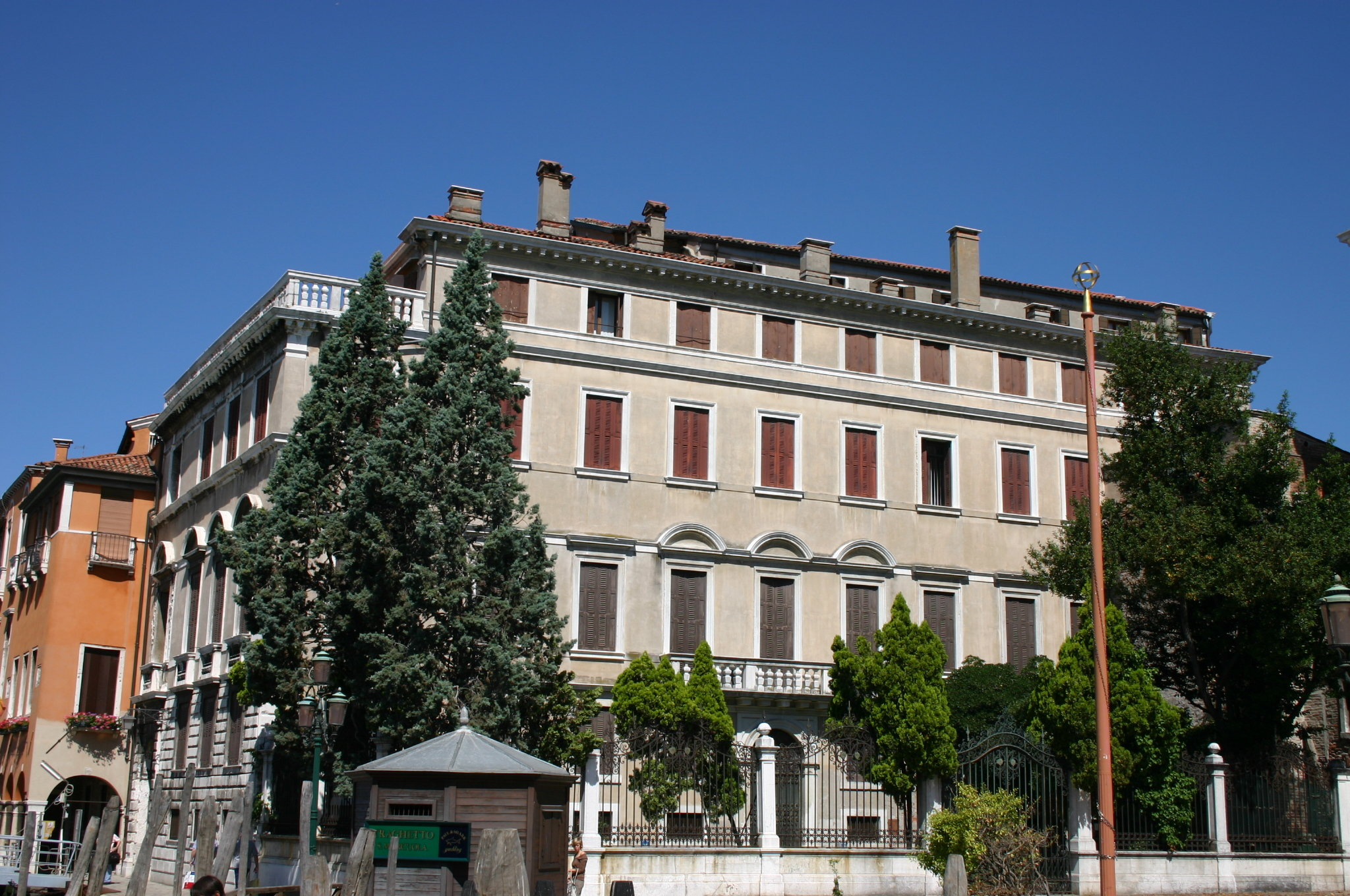
Palazzo Memmo a San Marcuola.

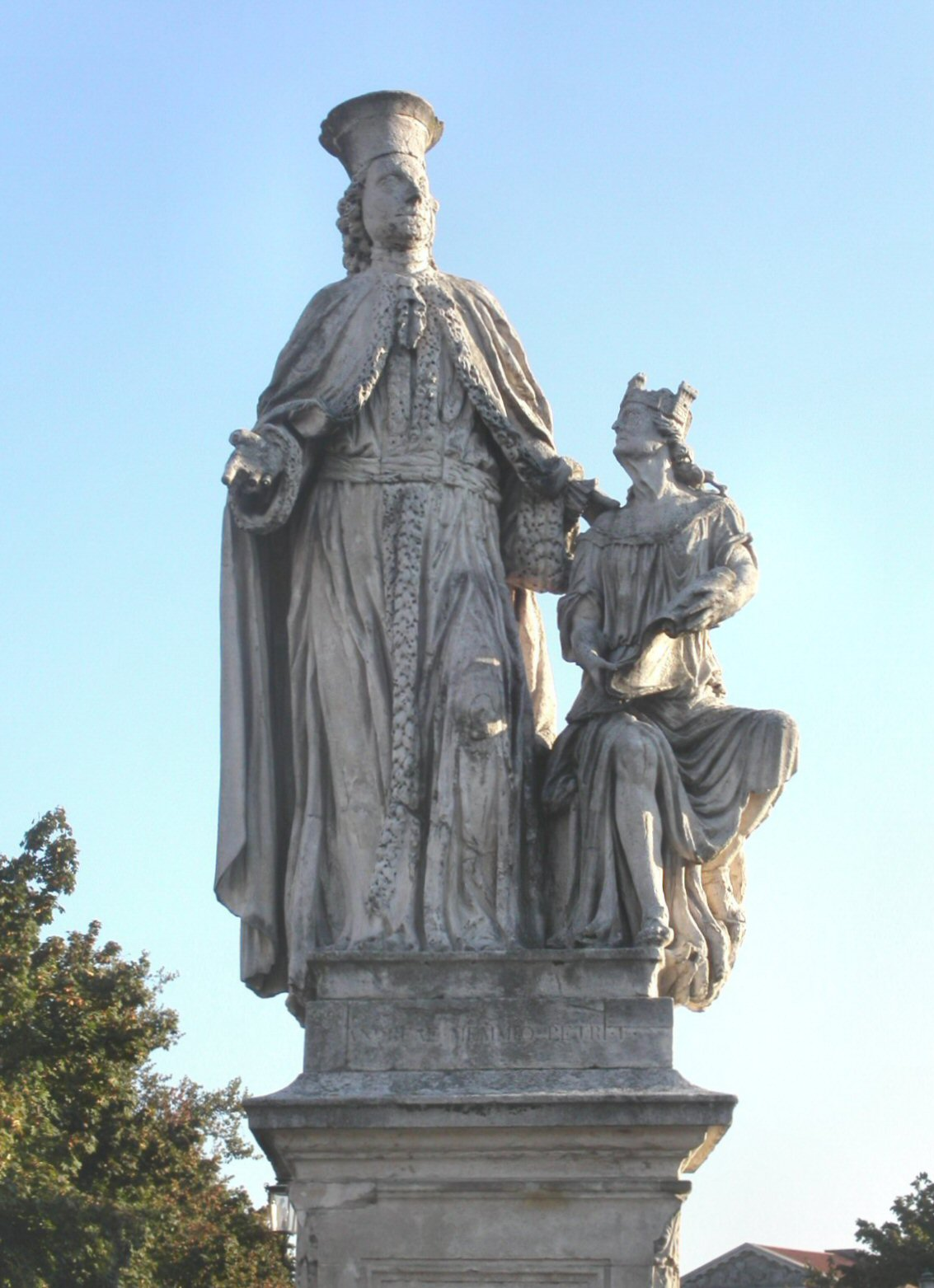
Statua di Andrea Memmo in Prato della Valle a Padova

Nacque da Pietro Memmo, esponente del ramo di San Marcuola, e da Lucia Pisani. Era il primogenito, seguito dai fratelli Bernardo (nato nel 1730) e Lorenzo (nato nel 1733).
Appartenente a una delle più ragguardevoli casate del patriziato veneziano (annoverata fra le cosiddette "famiglie apostoliche"), fu l'omonimo zio a curarne la formazione per indirizzarlo alla carriera politica. Sin dalla giovane età frequentò gli ambienti culturali più prestigiosi, entrando in contatto con personalità quali Antonio Conti, Apostolo Zeno, Gasparo Gozzi, Scipione Maffei e Gian Rinaldo Carli. Il suo primo precettore fu verosimilmente padre Eugenio Mecenati, ma in seguito subì l'influsso di frate Carlo Lodoli, che negli anni 1730 aveva istituito una sorta di accademia destinata all'istruzione dei giovani nobili veneziani per indirizzarli verso la gestione del governo. Sempre dal Lodoli derivò l'attrazione per l'arte, in particolare per l'architettura.
Tra il 1753 e il 1758 ebbe una turbolenta relazione con Giustiniana Wynne, figlia di una veneziana di origini greche e dell'inglese sir Richard Wynne. Come emerge dalle lettere tra i due, il Memmo era particolarmente interessato agli enciclopedisti francesi. Dimostrò la sua passione per la cultura d'oltralpe anche quando, con Giacomo Casanova (appena rientrato da Parigi), tentò di mettere in scena delle opere teatrali in lingua francese.
Casanova fu in effetti suo grande amico e forse fu lui a introdurlo nella massoneria. Mantennero stretti rapporti epistolari per tutta la vita, nonostante una denuncia della madre del Memmo, in apprensione per le "cattive compagnie" dei figli, avesse contribuito all'arresto dell'avventuriero nel 1755. Strinse legami anche con Joseph Smith, mercante inglese e poi console a Venezia, che gli aprì la sua ricca biblioteca e la sua collezione di opere d'arte, mettendolo inoltre in contatto con l'architetto Antonio Visentini; questo nonostante la relazione con la Wynne, che era promessa sposa dello Smith. Venne poi apprezzato da Carlo Goldoni, che nel 1750 dedicò a lui e ai suoi fratelli L'uomo di mondo.
Circa il suo pensiero, molto si può attingere da Il piano generale per una Accademia sopra le belle arti del disegno, che scrisse nel 1758 su richiesta di Francesco Lorenzo Morosini, uno dei riformatori dell'Università di Padova. Ispirandosi all'Introduzione dell'Encyclopédie di Diderot e D'Alembert, che cita, il Memmo ritiene che lo sviluppo delle produzioni artistiche, grazie anche al commercio delle opere, sia una risorsa fondamentale per risolvere il declino economico della Repubblica di Venezia; l'Accademia dovrebbe aprire le proprie lezioni di disegno agli artigiani, cui compete la produzione di stoffe e altri manufatti tradizionali. Per quanto concerne l'architettura, sottolinea la necessità di un regolare percorso di studi fondato sulla lettura di Vitruvio e le conoscenze sulla resistenza dei materiali al fine di realizzare edifici più durevoli.

### Carriera politica
Nel 1759 inaugurò il suo cursus honorum venendo nominato savio agli Ordini. Fu savio di Terraferma per tutto il periodo 1763-69, fatti salvi i periodi di contumacia; in questa veste fu impegnato nella revisione degli usi previsti durante le visite di Stato e lavorò alla vertenza con l'arciducato d'Austria sul servizio postale. Nel 1769 fu eletto savio del Consiglio ed entrò in Senato.
Nello stesso anno sposò Elisabetta Piovene, da cui ebbe le figlie Lucia e Paolina. Rimasto vedovo nel 1780, per un periodo considerò l'idea di sposare l'amante Contarina Barbarigo (alla quale aveva trasmesso la passione per l'architettura), ma in seguito vi rinunciò.
Nel 1771 venne eletto Provveditore della Giustizia vecchia e fu incaricato di partecipare alla deputazione straordinaria alle Arti, istituita limitare i privilegi delle corporazioni e liberalizzare l'accesso alle professioni, favorendo così la concorrenza commerciale. I suoi sforzi riformistici furono però vanificati dalla mancata presentazione delle proposte in Senato.
Negli anni successivi fu impegnato esclusivamente dal di fuori della capitale. Dal 1775 al 1776 ricoprì la carica di provveditore di Padova: fu questa l'occasione per mettere in pratica le teorie trasmesse dal Lodoli attraverso la realizzazione di una grandiosa opera pubblica, la risistemazione del Prato della Valle. Originariamente si trattava di un grande spiazzo sterrato dove trovavano posto fiere e mercati; coadiuvato dall'architetto Domenico Cerato, riuscì a trasformarlo in una piazza monumentale in cui celebrava assieme la tradizione civica e lo sviluppo del commercio. I lavori lo assorbirono per tutta la vita, come dimostrato dalla fitta corrispondenza sull'argomento.
Nel 1777 venne nominato bailo a Costantinopoli, carica già ricoperta dall'omonimo zio. Giunto nella città nel 1778, non fu impegnato in questioni particolarmente importanti e poté così continuare ad occuparsi di architettura: progettò, rifacendosi alle ville del Palladio, la ricostruzione dell'ambasciata veneziana nel sobborgo di Pera (oggi distrutta).
Nel 1781 fu scelto come ambasciatore presso la Santa Sede, dove rimase dal 1783 al 1786. Anche questo fu un periodo tranquillo in cui poté dedicarsi agli studi, e nel 1786 diede alle stampe proprio a Roma - ma in forma anonima - gli Elementi dell'architettura lodoliana, prima parte di un'opera che avrebbe dovuto raccogliere in modo sistematico le teorie del Lodoli. La seconda parte fu pubblicata postuma e in due volumi tra il 1833 e il 1834, a cura della figlia Lucia. A causa delle troppe digressioni e dell'eccessiva erudizione il lavoro non fece grande fortuna, ma venne rivalutato nell'ambito del Movimento Moderno novecentesco assieme alla figura del Lodoli, considerato uno degli artefici del funzionalismo.
Il 2 luglio 1785, mentre ancora si trovava a Roma, fu eletto procuratore di San Marco (in quella circostanza commissionò il suo ritratto alla pittrice Angelika Kauffmann). Tornato a Venezia, in occasione delle cerimonie organizzate per l'elezione nel 1787, fece pubblicare gli Apologhi immaginati, e sol estemporaneamente in voce esposti agli amici suoi dal fu fra Carlo de' conti Lodoli..., composti dal Lodoli stesso, dal fratello Bernardo e da Melchiorre Cesarotti. L'anno dopo diede alle stampe le Riflessioni sopra alcuni equivoci espressi...in difesa del fu Carlo Lodoli per difendere l'architetto contro le critiche di Pietro Antonio Zaguri, e nel 1790 i Semplici lumi tendenti a render cauti i soli interessati nel teatro da erigersi nella parrocchia di S. Fantino... in cui si esprimeva negativamente sul progetto di Giannantonio Selva per la Fenice.
La carriera politica gli creò grossi problemi economici, in quanto imponeva il sostenimento di spese gravose in occasione dell'assunzione di cariche importanti. Nel 1791 lo Zaguri scriveva in una lettera: «Il Memmo non ha più barca, è ridotto a miseria». Ulteriore aggravio gli derivò dalla costituzione delle doti per le figlie Lucia e Paolina, andate spose rispettivamente ad Alvise Mocenigo e a Luigi Martinengo dalle Palle: per costituire la dote della seconda dovette spogliarsi della sua ultima proprietà, il palazzo Memmo di San Marcuola.
Nel 1789, in occasione della morte del doge Paolo Renier, alcuni lo indicarono come suo successore, ma la proposta non ebbe seguito a causa delle sue limitate sostanze familiari, nonché per le sue idee riformiste. Nell'agosto 1790 concluse il suo mandato di procuratore.
Dopo la morte avvenuta nel 1793, in seguito a una lunga e dolorosissima malattia, fu tumulato nella chiesa di Santa Maria dei Servi. Quando, nel 1815, essa venne abbattuta, le spoglie furono traslate nella chiesa di San Marcuola attigua al palazzo di famiglia, in una semplice sepoltura a terra con una piccola lapide che reca la laconica scritta ANDREÆ MEMO PATR. VEN.

## Opere
- Elementi di architettura Lodoliana, ossia l'arte di fabbricare con solidità scientifica e con eleganza non capricciosa. Roma 1786. L'opera ebbe una seconda edizione accresciuta e in due volumi, a cura della figlia Lucia Memmo, Zara 1833-34
- Apologhi, immaginati, e sol. estemporaneamente in voce esposti agli amici suoi dal fu frà Carlo de' Conti Lodoli...,, Bassano 1787
- La luna di agosto. Apologo postumo del P.Lodoli ...Dagli Elisj, l'anno dell'era di Proserpina 9999 M.V. (Bassano 1787), scritto con Melchiorre Cesarotti

## Documenti
Atto di morte
Li 27 gennaro 1792 (m.v.) S. Ecc.a Ser Andrea Memmo Kav.r e Procurator di San Marco fu di Ser Pietro d'anni 64 c.a. amalato da Gangrena nel piede destro mesi sei e più di malattia, morì heri ad ore 21. Medico Conigliano. Si sepelirà ogi alle ore 24. Capitolo San Geminiano. (Arch. di Stato, Provv. Sanità, Necrologio 1792).